# 메종일각
《메종일각》(めぞん[프랑스어: Maison]一刻)는 빅 코믹 스피리츠에 1980년부터 1987년까지 연재된 타카하시 루미코의 러브 코미디 만화 작품이다. 원작 만화를 기반으로 애니메이션, 실사 영화, 라디오 드라마, TV 드라마 등으로도 작품화되었다.
1980년대 도쿄의 허름한 연립주택 ‘일각관’의 정신 나간 주민들을 등장인물로 하여, 재수생 고다이 유사쿠와 하숙집 관리인인 과부 오토나시 쿄코가 중심 인물로서 그들의 달콤씁슬한 로맨스를 이야기하는 로맨틱 코미디물이다. 로맨틱 코미디를 전문으로 하는 다카하시 루미코의 작품들 중에서도 최고 걸작으로 손꼽히며, 소위 “주거지 로맨틱 코미디” 장르의 거의 모든 것을 정립한 1980년대 연애만화의 금자탑이다. 1980년대 이후 일본의 로맨틱 코미디 만화 중 직간접적으로 《메종일각》의 영향을 받지 않은 작품은 없다고 해도 무방하다.
대한민국에서는 '도레미 하우스'라는 제목으로 서울문화사에서 한국어판으로 발행하였으며 2019년 서울문화사 만화부가 독립한 서울미디어코믹스 명의로 신장판이 발행되었다.

## 줄거리
보통 이상으로 낡아빠진 목조 아파트 「일각관(一刻館)」에 새로운 관리인 오토나시 쿄코가 왔다. 5호실에 사는 재수생 고다이 유사쿠는 가련한 그녀를 보고 사랑을 느낀다. 젊어도 너무 젊은 과부와 연하의 세입자, 두 사람의 희미한 연애를 중심으로 개성적이다 못해 정신나간 사람들이 모인 일각관의 분주한 일상을 그린다.
쿄코는 남편 소이치로를 1년 전에 잃고 아직 마음의 정리를 하지 못하고 있다. 일각관의 건물주인 시아버지가 그녀에게 일을 맡긴 것도 조금이라도 외로움을 덜었으면 하는 마음에서였다. 일각관 관리인으로 일하기 시작한 쿄코는 바쁜 매일을 보내고, 고다이의 자신에 대한 마음은 알면서도 항상 모르는 척 일관한다. 그러면서도 고다이가 어쩌다 사귀게 된 여자친구 나나오 코즈에와 가까워지는 모습을 보면 무심코 질투를 느낀다. 다른 세입자들은 놀림 반 호기심 반으로 노상 방에 들이닥쳐 고다이의 연애 일희일비를 안주거리로 삼아 매일 소란을 벌인다. 그리고 또 한 사람, 쿄코가 테니스 강습에서 만난 테니스 코치 미타카 슌이 쿄코에게 열렬히 접근하지만 쿄코는 전혀 응하지 않는다.
세월은 흐르고, 사람들은 각각의 기로에 선다. 재수 끝에 대학에 붙은 뒤 대학을 졸업, 취업준비생이 된 고다이는 주위 사람들의 도움을 받으며 보육사를 목표로 삼는다. 개 공포증이 있는 미타카는 개를 좋아하는 쿠죠 아스나를 맞선 상대로 만나 곤란한 일에 빠진다. 이후 아스나의 집에서 외박을 한 미타카는, 애완견이 임신했다는 소식을 자신이 실수로 아스나를 임신시켰다고 잘못 알아듣고 그녀를 책임지기 위해 결혼한다. 고다이 - 쿄코 - 미타카의 삼각관계가 정리되고, 쿄코는 서서히 자신의 고다이에 대한 생각을 표현하려 한다. 그러나 여전히 마음의 엇갈림은 계속되어 진전이 없다. 쿄코는 스스로 고다이에게 몸을 맡기기까지 하지만 고다이가 쿄코의 죽은 남편을 의식해 버렸기 때문에 아무 일도 없이 끝난다. 그러나 얼마의 과정을 더 거쳐, 두 사람 모두 서로의 마음이 확실함을 자각하는 단계에 도달하자, 일각관에서 단둘이 된 그날 밤 서로 맺어져 다음날 아침을 맞이한다. 그리고 쿄코는 고다이에게 사실 그동안 계속 좋아해 왔다고 고백한다.。
고다이와의 결혼을 앞두고 쿄코는 소이치로의 유품을 시아버지에게 돌려주기로 한다. 그 전에 마지막으로 소이치로의 무덤을 찾았는데, 공교롭게도 고다이가 먼저 와 있었다. 고다이는 소이치로의 무덤 앞에서 이미 쿄코의 마음 속에 소이치로의 존재는 깊이 새겨져 있으며, 그런 쿄코를, 소이치로에 대한 생각까지 모두 포함해 쿄코를 사랑하겠다고 맹세한다. 그 말을 숨어서 듣고 있던 쿄코는 자신이 고다이와 이어지는 것을 죽은 소이치로가 기꺼이 허락해 줄 것이라 확신한다.
결혼 후에도 고다이와 쿄코는 계속 일각관에 살고 있다. 이듬해 봄에는 장녀 하루카가 태어났다. 당분간은 맞벌이로 관리인 일도 계속할 생각이다. 고다이는 슬슬 새집으로 이사갈 생각을 하지만, 이사 요금이 만만치 않다며 쿄코는 반대한다. 무엇보다 이곳 일각관은 두 사람이 처음 만난 곳이다.

## 작품 해설

### 시대적 배경
시대 배경은 작품이 연재되던 때와 동일한 1980년대 초에서 1980년대 말까지이다. 미국의 레이거노믹스에 의한 수출 침체 등 일본 사회는 불황이 한창이며, 불경기라는 대사가 여러 번 나오는 등 전반적으로 그려지는 세태에 활기찬 분위기는 전혀 없다.
무대는 토케이사카(時計坂)라는 가상의 공간이지만, 그려진 풍경은 세이부 철도 이케부쿠로 선 히가시쿠루메 역 북문 일대로 추측된다. 연재 당시 작가가 히가시쿠루메에 거주하기도 했고, 작중의 토케이사카 역을 보면 히가시쿠루메 역의 특징들이 곳곳에 나타남을 알 수 있다. 연재 당시 히가시쿠루메 역은 현재의 북문 역사밖에 없었고, 원작에서 보여지는 언덕 묘사 대부분은 히가시쿠루메 역 북문에서 도보로 몇 분 거리를 모델로 작화되어 있음이 애호가들에 의해 밝혀져 있다. 2009년 8월 1일 12시부터 17시까지 5시간 동안 역사 개축으로 철거하기 전에 지역 상가 이벤트와 연동하여 히가시쿠루메 역명을 토케이사카 역으로 변경하기도 했다. 그러나 만화가 완결되고 벌써 20년이나 지났기 때문에 현재의 히가시쿠루메에서 만화에 묘사된 모습은 확인할 수 있는 것이 거의 없다. 또 작가가 연재 중 네리마구로 이사하고, 그것과 때를 같이해 히가시쿠루메가 그려지는 일이 없어져서 이야기의 초기와 후기의 묘사 차이를 알아볼 수 있다. 연재 중기 무렵(제61화) 우편물에 「도쿄 도 네리마 구……오토나시 쿄코 귀하(東京都練馬…音無響子様)」라고 묘사된 장면이 등장한다. ‘메종일각’이라는 이름의 아파트가 도내에 존재하기는 하지만 최근 신축되어 명명된 것이며, 본작의 연재 경위와는 전혀 관계가 없다.
《메종일각》은 작가가 애용하는 초자연적 요소를 일체 배제하고 주인공 고다이와 쿄코 두 사람의 관점에서 하숙집을 무대로 펼쳐지는 인정(人情)드라마로, 이사 전까지 다른 거주자의 영향을 밪지 않을 수 없는 아파트의 일상을 묘사함이 내용이었다. 그 후 연애 이야기로 방향성이 수정되면서 작가의 특기인 시트콤 솜씨가 발휘되며 마음의 엇갈림과 오해의 반복이 각 에피소드의 기본 구조를 이루고 있다. 1980년대에는 이미 고정전화가 보급된 시기였지만, 고다이는 가난해서 자기 전화가 없고 관리인실의 전화로 중개를 의뢰한다. 6호실과 2호실에는 개인 전화가 있지만 그 전화가 사용되는 장면은 한 번밖에 없다. 고다이 - 쿄코 - 나나오의 삼각관계는 나나오가 고다이 앞으로 거는 전화가 주요 요소로 이용되는 등, 휴대전화가 널리 보급된 오늘날에는 생각할 수 없는 상황에서 수많은 오해와 참견쟁이 주민들의 간섭 등은 이야기의 큰 줄기를 이루고 있다.

### 등장인물의 특징
일각관 세입자들의 성씨에는 거주하는 방 번호와 같은 숫자가 들어가 있다. 1호실의 주당 아줌마 이치노세 하나에(一の瀨花枝), 2호실의 니카이도 노조무(二階堂望), 4호실의 정체불명의 남자 요츠야씨(四谷), 5호실의 고다이 유사쿠(五代裕作), 6호실의 술집 아가씨 롯폰기 아케미(六本木朱美). 관리인인 쿄코는 성인 오토나시(音無)에서 無를 "없음" 즉 0으로 생각할 수 있다. 쿄코와 고다이의 삼각관계를 구성하는 두 사람 역시 미타카 슌(三鷹 瞬)과 나나오 코즈에(七尾こずえ). 교생실습을 온 고다이를 짝사랑하게 된 여고생 야가미 이부키(八神いぶき), 미타카와 결혼하게 되는 쿠죠 아스나(九條明日菜) 등 주요인물들은 모두 그러하다.
등장인물들은 각각 엄청난 개성을 가지고 있다. 미치광이 같은 일각관 주민들을 비롯해 개성 강한 캐릭터들이 만들어내는 기행과 거기서 비롯된 괴상황 역시 이야기의 중요한 요소이다. 두드러진 개성을 가진 전형적 캐릭터를 사용하여 매 에피소드마다 캐릭터를 중심으로 이야기를 전개시키는 것은 코미디의 정통이며, 주요 등장인물들의 속성은 소위 루믹 월드라고 하는 캐릭터 계보에 그대로 계승되고 있다.

### 작품의 계기
다카하시가 대학 시절 살았던 나카노의 아파트 건너편 하숙집 주인이 무전기를 갖고 노는 것이 재미있어 보여서, 하숙집의 인간군상들의 희극을 그려보고 싶었던 것이 본작의 계기이며 처음엔 연애물로 할 예정은 없었다 한다. 실제로 보면 초기에는 재수생 고다이를 다른 입주자들이 골려먹는 에피소드가 많지만, 점차 회차를 거듭할수록 그런 요소는 줄어들고 연애 중심의 이야기가 됨을 알 수 있다. 그 하숙집은 1980년 봄에 철거되어 연재가 시작될 시점엔 이미 없어졌다 한다.。